# الیسون اباته
الیسون اباته (انگلیسی: Allison Abbate؛ زادهٔ ۲۳ ژوئیهٔ ۱۹۶۵) تهیه‌کننده فیلم، پویانما اهل ایالات متحده آمریکا است. وی از سال ۱۹۸۸ میلادی تاکنون مشغول فعالیت بوده‌است.